# Gökhan Aydaş
Gökhan Aydaş (* 7. März 1988 in Istanbul) ist ein türkischer Fußballspieler.

## Karriere
Aydaş kam im Istanbuler Stadtteil Fatih auf die Welt und durchlief hier die Jugendmannschaften von Gaziosmanpaşaspor und Beşiktaş Istanbul. 2008 erhielt er bei Beşiktaş einen Profivertrag und nahm am vorsaisonlichen Vorbereitungscamp teil. Nach diesem Camp wurde er die nächsten drei Jahre für die Zeitdauer von einem Jahr an Akçaabat Sebatspor, Torbalıspor und Bugsaş Spor ausgeliehen.  Er wurde in den Profikader aufgenommen. In die Profimannschaft aufgestiegen, erkämpfte er sich sofort einen Stammplatz und spielte hier die nächsten drei Jahre.
Zum Sommer 2011 wechselte er in die TFF 3. Lig zu Kahramanmaraşspor. Bei diesem Verein gelang ihm auf Anhieb der Sprung in die Startformation. In seiner ersten Saison für Kahramanmaraşspor, der Viertligasaison 2011/12, gelang es ihm mit seinem Team als Playoffsieger in die TFF 2. Lig aufzusteigen. In der 2. Lig beendete man die Saison als Meister und stieg das zweite Mal in Folge auf. Dieses Mal in die zweithöchste türkische Spielklasse, in die TFF 1. Lig.
Nach diesem Erfolg wechselte er zur Saison 2013/14 zum Zweitligisten Karşıyaka SK. Bereits nach einem Jahr verließ er diesen Verein und wechselte zum Viertligisten Yeni Diyarbakırspor. In den nächsten fast zehn Jahren folgten zahlreiche Stationen, bei wenigen blieb Aydaş länger als ein Jahr.

## Erfolge
Mit Kahramanmaraşspor
- Meister der TFF 2. Lig und Aufstieg in die TFF 1. Lig: 2012/13
- Play-off-Sieger der TFF 3. Lig und Aufstieg in die TFF 2. Lig: 2011/12